# Lissodendoryx caduca
Lissodendoryx caduca är en svampdjursart som först beskrevs av Schmidt 1868.  Lissodendoryx caduca ingår i släktet Lissodendoryx och familjen Coelosphaeridae.
Artens utbredningsområde är Algeriet. Inga underarter finns listade i Catalogue of Life.